# II. Péter portugál király
II. Péter (Pedro II.) más néven Csendes Péter (Lisszabon, 1648. április 26. – Alcântara, 1706, december 9.) Portugália harmadik Bragança-házi uralkodója.

## Élete
IV. János király negyedik fia. Bátyja, VI. Alfonz letétele után 1667-ben Portugália régense lett, annak halála után pedig 1683-ban felvette a királyi címet. Ő kötötte meg 1668. február 13-án a spanyolokkal a békét, melyben előbbiek elismerték Portugália függetlenségét. A spanyol örökösödési háborúban, 1703-ban belépett a XIV. Lajos ellen alakult szövetségbe. A trónon fia követte.

## Családja
Két törvényes feleségétől és négy másik nőtől összesen 13 gyermeke született. Bátyja exfeleségét, Mária Franciska Savoya-Nemours-i hercegnőt vette először nőül, akitől egy gyermek született:
- Mária Izabella (1669-1690)

Másodjára Mária Zsófia Erzsébet neuburgi grófnőt vette feleségül, akitől nyolc gyermek látott napvilágot:
- János (1688)
- János (1689-1750), 1706-tól V. János néven Portugália királya.
- Ferenc Xavér (1691-1742)
- Franciska Xavéria (1694)
- Antal Ferenc (1695-1757)
- Terézia Mária (1696-1704)
- Mánuel József (1697-1766)
- Franciska Jozefa (1699-1766)

Mária da Cruz Mascarenhas-tól született házasságon kívüli egy lánya, akit később törvényesíttetett:
- Lujza (1679-1732)

Ismeretlen nőtől született házasságon kívüli gyermek:
- ismeretlen fiú (1678)

Továbbá született egy szintén házasságon kívüli gyermeke Franciska Klára da Silva-tól:
- József Károly (1703-1756)

Végül Anna Mária Armande de Verger-tól született egy fia, akit ugyancsak törvényesíttetett:
- Mihály (1699-1724)

| Előző uralkodó: VI. Győztes Alfonz | Portugália királya 1683–1706 Bragança-ház | Következő uralkodó: V. Nagylelkű János |

1. 1 2  portugál Wikipédia (portugál nyelven). portugál Wikipédia